# Mwambutsa IV van Burundi

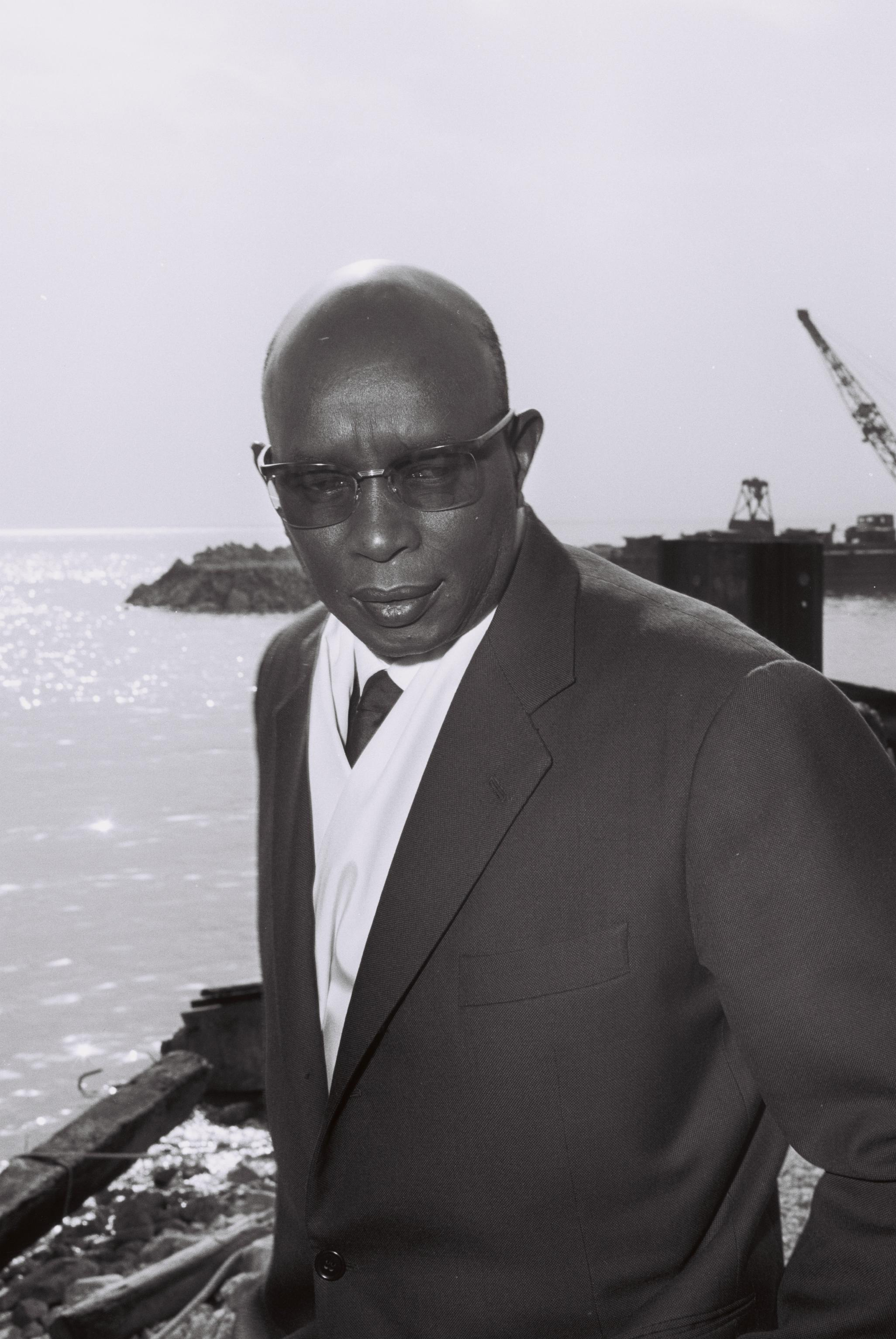

Mwambutswa IV Bangiricenge (Nyabitogi, 1912 - Genève, 1 mei 1977), was de eerste koning van het onafhankelijke Koninkrijk Burundi van 1 juli 1962 tot 8 juli 1966.
Mwambutswa IV stamde uit de koninklijke Ganwa-familie. Hij was de zoon van mwami (= koning) Mutaga IV, die van 1908 tot 1915 als Ganwa-vorst regeerde in de toenmalige Duitse kolonie Urundi. Na het overlijden van zijn vader in 1915 werd Mwambutswa tot mwami van Urundi uitgeroepen. Koningin Ririkumutima trad tot 1917 aan als regentes, daarna nam een regentschapsraad de taken van de minderjarige koning waar. 
Urundi werd in 1919 een door België bestuurd mandaatgebied van de Volkenbond. De Belgen hielden het traditionele bestuur van de Ganwa-koning echter in stand. In 1931 werd Mwambutsa IV meerderjarig en werd hij plechtig tot Mwami gekroond. Op 1 juli 1962 werd Urundi onder de naam Burundi een onafhankelijk koninkrijk met Mwambutswa IV als staatshoofd. Mwambutswa voerde een gematigde koers en streefde naar de emancipatie van alle stammen.In zijn regering zaten zowel Ganwa, Hutu als Tutsi ministers. 
In januari 1965 benoemde Mwambutswa Hutu-leider Joseph Bamina tot minister-president. De radicale Tutsi's - vooral in het leger - waren hier fel op tegen en er braken onlusten uit. In september 1965 werd de premier vermoord. Mwambutswa benoemde een gematigde Tutsi tot premier, maar de situatie bleef instabiel. In maart 1966 droeg Mwambutswa de macht over aan zijn zoon, prins Charles Ndizeye, die als regent optrad. Op 8 juli 1966 pleegden prins Charles en de staatssecretaris van Defensie, kapitein Michel Micombero een staatsgreep. Prins Charles werd staatshoofd en Micombero premier. Mwambutswa IV vertrok daarop naar Zwitserland waar hij tot zijn dood in 1977 bleef wonen.